# The Visitor (Jim O'Rourke)
The Visitor è un album strumentale del musicista americano Jim O'Rourke. È stato pubblicato su Drag City nel 2009 su CD e LP, ma non digitalmente su richiesta di O'Rourke. Egli ha suonato tutti gli strumenti dell'album ed è stato registrato nella sua casa di Tokyo. Segna il suo primo vero album in studio in otto anni dall'album Insignificance, pubblicato nel 2001, e di cui è destinato a essere la continuazione, Eureka e Bad Timing.
The Visitor ha ricevuto recensioni molto positive dalla critica musicale contemporanea. Metacritic, che assegna una valutazione normalizzata su 100 alle recensioni dei critici tradizionali, ha dato all'album un punteggio medio di 73, basato su 5 recensioni, che indica "recensioni generalmente favorevoli".
Pitchfork ha dato una recensione molto positiva all'album, affermando: "Dato il suo sviluppo paziente e il rifiuto del climax, The Visitor corre il rischio di essere etichettato noioso e insipido. Dato il suo uso di strumenti e tecniche comuni (un piatto raschiato con una bacchetta costituisce il suono più "fuori" dell'album), corre un alto rischio di essere etichettato anche come pedone, come se O'Rourke avesse preso tutte le sue tendenze sperimentali e alla fine le avesse ridotte a un strumentale contemporaneo per adulti. Come sembra: The Visitor è un disco provocatorio sia nel suono che nello spirito. La riluttanza di O'Rourke e Drag City a pubblicare The Visitor come download digitale, ad esempio, si ribella al nostro bisogno di gratificazione istantanea. Simbolicamente, è un atto potente per una versione così anticipata, anche se bit torrent, RapidShare e ilk significano che è poco più di un simbolo. E la richiesta di O'Rourke di ascoltare ad alta voce,significa che tu prestagli la tua attenzione e lascia che riempia la stanza di suono. Dopotutto questa è musica soft, e anche graziosa, complicata e ricca. 
Inoltre, sempre Pitchfork lo ha classificato alla posizione 39 della sua classifica Top 50 Albums of 2009.

## Tracce
1. The Visitor – 38:03